# Carall Bernat
|  | No s'ha de confondre amb Cavall Bernat. |

El Carall Bernat és l'illot més a l'est de l'arxipèlag de les illes Medes (Torroella de Montgrí, Baix Empordà). El seu aspecte és d'un monòlit que s'aixeca imponent de la mar amb forma de paràbola còncava. La seva cota màxima és de 70,1 msnm i la seva superfície emergida amb prou feines supera els 3.000 m². En fondària descendeix fins a 50 m fins al fons arenós de la Badia de Pals. El seu nom prové d'una deformació de «Carall Trempat» d'origen clarament fàl·lic. Ateses les seves característiques subaquàtiques el lloc és freqüentat pels aficionats al submarinisme.

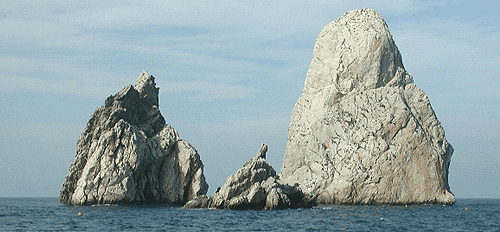
D'esquerra a dreta els Tascons Grossos, els Tascons Petits i el Carall Bernat tal com es veuen des de la costa.